# Lachnaia orientalis
Lachnaia orientalis  (лат.) — вид листоедов (Chrysomelidae) из подсемейства клитрины (Clytrinae). Встречается на севере Греции.